# Ті, що повторюють реальність
«Ті, що повторюють реальність» (англ. Repeaters) — фільм 2010 року.

## Зміст
Головні герої фільму виявилися в жорстокій пастці. Щоранку вони розуміють, що їм знову доведеться пережити один і той же жахливий день. Події нагадують «День бабака», але все набагато гірше, адже замість лялькової американської глушини ти опиняєшся у ролі пацієнта клініки для душевнохворих.